# نفثالين
النفثالين هو هيدروكربون عطري صلب أبيض متبلور صيغته C10H8، حيث يتكون الجزيء من حلقتي بنزين متحدتين. النفثالين مركب متطاير ويتم تصنيعه من قطران الفحم وتحويله إلى أنهيدريد فثاليك لصناعة البلاستيك والصبغات والمذيبات. وهو يستخدم أيضاً كمطهر ومبيد حشري خصوصاً في كرات النفثالين. ويتسامى النفثالين بسهولة في درجة حرارة الغرفة. ومعروف بأنه المكون الأساسي لكرات النفثالين المستخدمة لحماية الملابس من العثة.

## التركيب والتفاعلات
جزيء النفثالين مكون من حلقتي بنزين متحدتين (في الكيمياء العضوية تعتبر الحلقتان متحدتين إذا اشتركتا في ذرتين أو أكثر) ولهذا يعتبر النفثالين هيدروكربون أروماتي متعدد الحلقات.

## إنتاجه
يشتق معظم النفثالين من قطران الفحم. تم إنتاج كميات هامة من النفثالينِ من الستينات حتى التسعينيات من البترول أثناء تقطيره ولكن الآن النفثالين المشتق من البترول يمثل مكون ضئيل من إنتاج النفثالين.
النفثالين هو المكون الوحيد الأكثر وفرة الناتج من القطران ويمثل النفثالين 10% من وزن قطران الفحم. وفي الصناعة يتم تقطير القطران للحصول على زيت يحتوي على 50% نفثالين مع مركبات أروماتية أخرى. ويقطّر هذا الزيت –بعد غسيله بهيدروكسيد الصوديوم المائي لإزالة المكونات الحمضية ومعظمها فينولات مختلفة وبحمض الكبريتيك لإزالة المكونات القاعدية- لعزل النفثالين.
النفثالين الخام المنتج بهذه الطريقة يحتوي على حوالي 95% نفثالين بالوزن والشائبةَ الرئيسية فيه هو مركب أروماتي يحتوي على الكبريت يسمى ثيونافثين thionaphthene.
عادةً ما يكون النفثالين المقطر من البترول أنقى من النفثالين المقطر من قطران الفحم وعند الحاجة إلى الحصول على نفثالين أنقى يمكن تنقية النفثالين الخام أكثر من ذلك بإعادة بلورته من أي من عدة مذيبات متنوعة.

## الاستخدامات
الاستعمال المعروف للنفثالين هو استعماله كمبيد للآفات المنزلية كما في كرات النفثالين. عندما يوضع النفثالين في دولاب مغلق تصل أبخرة النفثالين إلى مستويات سامة لكل من الأفراد البالغة واليرقات للحشرات المضرة بالمنسوجات. والاستعمالات الأخرى للنفثالين تشمل وضعه في التربة لإبادة الحشرات بأبخرته السامة وفي فراغات الغرف العلوية لمنع دخول الحيوانات.
وفي الماضي استخدم النفثالين عن طريق الفم لقتل الديدان الطفيلية في الماشية.
وتستخدم الكميات الأكبر من النفثالين كمركبات وسيطة أثناء إنتاج المواد الكيماوية الأخرى مثل استخدامه لإنتاج أنهيدريد الفثاليك (بالإنجليزية: phthalic anhydride)‏ وألكيل نفثالين سلفونات (بالإنجليزية: alkyl naphthalene sulfonate)‏ والمبيد الحشري كارباريل (بالإنجليزية: carbaryl)‏.
وعند اتحاد النفثالين بجموعات وظيفية مانحة بقوة للالكترونات مثل الكحولات والأمينات والمجموعات الساحبة للالكترونات بقوة مثل أحماض السلفونيك يكون مركبات وسطية أثناء إعداد الكثير من الأصباغ الصناعية.
النفثالينات المهدرجة رباعي هيدرونفثالين (تترالين) وعشاري هيدرونفثالين (ديكالين) تستخدم كمذيبات قليلة التطاير.

## الآثار الصحية
في البشر، التعرض إلى الكميات الكبيرة من النفثالينِ قد يتلف أَو يحطم خلايا الدم الحمراء وهذا قد يؤدي إلى أن يكون عند الجسم كرات دم حمراء أقل من المطلوب حتى يتم استبدالها (الأنيميا الانحلالية أو التحللية) وقد حدث هذا في البشر وخصوصاً الأطفال بعد تناول كرات النفثالين أو مزيلات الروائح التي تحتوي على النفثالين.
ومن أعراض هذه الحالة الإعياء وقلة الشهية والتعب وشحوب الجلد. والتعرض إلى كميات كبيرة من النفثالينِ قد يسبب أيضاً غثيان، تقيؤ، إسهال، دم في البول، ويرقان (تلوين أصفر في الجلد).
عندما عرضّ برنامج علمِ السموم الوطنيِ الأمريكيِ فئران ذكور وإناث إلى أبخرة النفثالينِ أسبوعياً لمدة سنتينِ ظهر على الفئران الذكور والإناث نشاط سرطاني مستند على الحوادث المتزايدة للورم الغدي والورم العصبي للأنف وعانت الإناث من أورام في الحويصلات والشعب الهوائية في الرئة بينما لم يحدث ذلك في الذكور.
تصنف الوكالة الدولية لأبحاث السرطان (IARC) النفثالين كمسرطن محتمل للبشرِ (مجموعة 2B). وهي توضح أيضاً أن التعرض الحاد للنفثالين يسبب المياه البيضاء على العين في البشر والأرانب والفئران. ويمكن أن تحدث الأنيميا الانحلالية المذكورة سابقاً في الأطفال تناول أو استنشاق النفثالين أو تعرض الأم له أثناء الحمل.
هناك أكثر من 400 مليون شخص عندهم حالة تسمى بنقص إنزيم جلوكوز-6-فوسفات ديهيدروجينيز وبالنسبة لهؤلاء الناس يكون التعرض إلى النفثالين ضاراً وقَد يسبب فقر دم انحلالي (أنيميا انحلالية) حيث تنحل عندهم كرات الدم الحمراء.